# Albert W. Hawkes

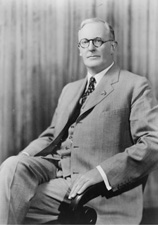
Albert W. Hawkes

Albert Wahl Hawkes (* 20. November 1878 in Chicago, Illinois; † 9. Mai 1971 in Palm Desert, Kalifornien) war ein US-amerikanischer Geschäftsmann und Politiker (Republikanische Partei), der den Bundesstaat New Jersey im US-Senat vertrat.
Albert Hawkes besuchte die öffentlichen Schulen seiner Heimatstadt und machte im Jahr 1900 seinen juristischen Abschluss am Chicago College of Law, der Law School des Lewis Institute. An dieser Hochschule, dem heutigen Illinois Institute of Technology, studierte er danach zwei Jahre lang Chemie; auf diesem Gebiet war er in der Folge auch beruflich tätig. Während des Ersten Weltkrieges fungierte er von 1917 bis 1918 als Direktor der Chemical Alliance mit Sitz in Washington. Später war er von 1927 bis 1942 Präsident des in Kearny ansässigen Unternehmens Congoleum-Nairn, Inc., dem er ab 1937 auch als Chairman vorstand.
Von 1941 bis 1942 amtierte Hawkes als Präsident und Direktor der US-Handelskammer. Im selben Zeitraum gehörte er einem Schlichtungsausschuss im Industriebereich (Board to maintain Industrial Peace) an; außerdem war er Mitglied im Arbeitsausschuss der Stadt Newark.
Als US-Präsident Franklin D. Roosevelt im Januar 1942 das National War Labor Board wiederbelebte, eine ursprünglich von Woodrow Wilson geschaffene unabhängige Behörde zur Kontrolle des Industriesektors zu Kriegszeiten, wurde Hawkes ebenfalls in dieses Gremium berufen. Im selben Jahr trat er als republikanischer Kandidat bei der Wahl zum US-Senat an und wurde gewählt. Er saß vom 3. Januar 1943 bis zum 3. Januar 1949 im Kongress und bewarb sich nicht um die Wiederwahl. In der Folge ging er in Montclair wieder seinen geschäftlichen Interessen nach.
1961 zog Hawkes nach Pasadena (Kalifornien) und verbrachte dort seine letzten Lebensjahre. Während dieser Zeit war er noch Kuratoriumsmitglied der Freedoms Foundation in Valley Forge (Pennsylvania), einer gemeinnützigen Bildungseinrichtung. Die Bücherei dieses Ortes wurde später zu Hawkes’ Ehren nach ihm benannt. Er starb am 9. Mai 1971 in Palm Desert und wurde in Montclair beigesetzt.